# 山田うん
山田 うん（やまだ うん、女性、1969年9月16日 - ）は、日本の振付家、ダンサー。

## 略歴
神奈川県茅ヶ崎市育ち。1996年から振付を始める。STスポットでダンスプログラムの企画制作を行い、1998年ソロダンサーとしても活動を始める。1999年文化庁派遣国内インターンシップ研修員。2000年「横浜ダンスコレクション・ソロ×デュオコンペティション」で＜若手振付家のための在日フランス大使館賞＞を受賞し渡仏。帰国後2002年東京にダンスカンパニーCo.山田うん（こやまだうん）を設立。毎年新作を発表し、世界各地のフェスティバルに招聘参加、舞台公演やワークショップを全国で実施している。演劇では加藤直、串田和美、白井晃、G2、板垣恭一、などのステージング。オペラではシアターオペラこんにゃく座、二期会での振付。2015年文化庁東アジア文化交流使として中国北京へ。2017年文化庁文化交流使としてイスラエル、ジョージア、エストニア、アルジェリア、イギリス、ベルギー、スペイン、スリランカ、マレーシア、オーストラリア、アメリカ合衆国の11カ国23都市を訪問し公演やワークショップ、講演会、交流事業を実施した。東京2020オリンピック閉会式にDirector of Choreographer。2022年、Co.山田うん「In C」が第77回文化庁芸術祭優秀賞を受賞。

## 受賞歴
- 2000年 横浜ダンスコレクション・ソロ×デュオコンペティション＜若手振付家のための在日フランス大使館賞＞[3]
- 2014年 第8回日本ダンスフォーラム大賞[4]
- 2015年 平成26年第65回芸術選奨文部科学大臣新人賞[5]
- 2020年令和元年第37回江口隆哉賞[6]
- 2022年第77回文化庁芸術祭優秀賞[7](Co.山田うん「InC」）

## 著書
『五人の手』（HeHe、2022年、高橋悠治、青柳いづみこ、光嶋裕介、飛田正浩との共作）

## 舞台作品
- ワン◆ピース（2004）[9]
- W.i.f.e.（2004）[10]
- ディクテ（2011）[11]
- 季節のない街（2012）[12]
- 春の祭典 結婚 日本の三つの抒情詩（2013）[13]
- 七つの大罪（2014）[14]
- 十三夜（2014）[15]
- モナカ（2015）[16]
- バイト（2016）[17]
- いきのね（2016）あいちトリエンナーレ2016[18]音楽：ヲノサトル
- かや（2017）茅ヶ崎市制施行70周年記念[19]
- People without seasons（2017)
- 生えてくる（2017）[20]
- ドクダム（2018）[21]
- プレリュード（2019）[22]
- NIPPON・CHA!CHA!CHA!（2020）[23]
- コスモス（2020）音楽：ヲノサトル[24]
- Let’s do it!（2021） [25]
- Bridge（2021） 国立劇場第52回特別企画公演「二つの小宇宙 ーめぐりあう今ー」」[26]
- オバケッタ（2021）新国立劇場[27]音楽：ヲノサトル
- Endless Opening（2021）Noism1 Noism0/Noism1「境界」[28]
- 春の祭典（2022） ピアノ：高橋悠治、青柳いづみこ[29]
- In C [30]
- 日生劇場開場60周年記念ファミリーフェスティヴァル2023 舞台版『せかいいちのねこ』[31]
- ノクターン（2023）音楽：ヲノサトル、衣裳：飯嶋久美子[32]
- 遠地点（2025）[33]
- 日生劇場ファミリーフェスティヴァル2025 舞台版『せかいいちのねこ』[34]
- Gannenmono（2018） Un Yamada × Taimane Gardner : Honolulu Museum of Art[35]
- Blessing of Life（2019） Un Yamada × Kamarul Baisah Hussin

### ミュージックビデオ
- 吉岡聖恵『凸凹』